# 尾山农场
尾山农场是一个位于中华人民共和国黑龙江省黑河市五大连池市的农场，亦是黑龙江省农垦北安管理局所属的一个农场。
尾山农场总面积45万亩，其中耕地22.8万亩，人口10174人。

## 行政区划
尾山农场下辖以下单位：
尾山场直社区、尾山农场第一管理区、尾山农场第二管理区、尾山农场第三管理区和尾山农场第四管理区。